# Irische Badmintonmeisterschaft 2002
Die Irische Badmintonmeisterschaft 2002 fand vom 26. bis zum 27. Januar 2002 in Lisburn statt.

## Austragungsort
- Lisburn, National Badminton Centre, 36 Belfast Road

## Finalergebnisse
| Disziplin    | Sieger                          | Finalist                      | Ergebnis                |
| ------------ | ------------------------------- | ----------------------------- | ----------------------- |
| Herreneinzel | Michael Watt                    | Donal O’Halloran              | 4-7, 7-4, 7-4, 7-5      |
| Dameneinzel  | Bing Huang                      | Keelin Fox                    | 7-1, 7-2, 7-0           |
| Herrendoppel | Eugene McKenna Graham Henderson | Michael Watt Mark Topping     | 7-0, 5-7, 7-3, 6-8, 7-1 |
| Damendoppel  | Bing Huang Keelin Fox           | Fiona Glennon Pauline Glennon | 7-3, 7-5, 7-4           |
| Mixed        | Donal O’Halloran Bing Huang     | David Hogan Angela Carr       | 7-1, 7-4, 7-6           |